# پارکفیلد (کالیفرنیا)
پارکفیلد (به انگلیسی: Parkfield) یک منطقهٔ مسکونی در ایالات متحده آمریکا است که در شهرستان مونتری، کالیفرنیا واقع شده‌است. پارکفیلد ۴۶۶ متر بالاتر از سطح دریا واقع شده‌است.